# Ceton
Ceton és un municipi francès situat al departament de l'Orne i a la regió de Normandia. L'any 2007 tenia 1.926 habitants.

## Demografia

### Població
El 2007 la població de fet de Ceton era de 1.926 persones. Hi havia 732 famílies de les quals 232 eren unipersonals (128 homes vivint sols i 104 dones vivint soles), 224 parelles sense fills, 224 parelles amb fills i 52 famílies monoparentals amb fills.
La població ha evolucionat segons el següent gràfic:
Habitants censats

### Habitatges
El 2007 hi havia 983 habitatges, 754 eren l'habitatge principal de la família, 135 eren segones residències i 94 estaven desocupats. 924 eren cases i 30 eren apartaments. Dels 754 habitatges principals, 521 estaven ocupats pels seus propietaris, 229 estaven llogats i ocupats pels llogaters i 3 estaven cedits a títol gratuït; 12 tenien una cambra, 51 en tenien dues, 177 en tenien tres, 236 en tenien quatre i 277 en tenien cinc o més. 604 habitatges disposaven pel capbaix d'una plaça de pàrquing. A 359 habitatges hi havia un automòbil i a 282 n'hi havia dos o més.

### Piràmide de població
La piràmide de població per edats i sexe el 2009 era:
| Homes | Edats   | Dones |
| ----- | ------- | ----- |
| 12    | 95 o +  | 4     |
| 4     | 90 a 94 | 32    |
| 8     | 85 a 89 | 40    |
| 0     | 80 a 84 | 28    |
| 60    | 75 a 79 | 40    |
| 68    | 70 a 74 | 60    |
| 52    | 65 a 69 | 64    |
| 56    | 60 a 64 | 80    |
| 20    | 55 a 59 | 28    |
| 68    | 50 a 54 | 36    |
| 64    | 45 a 49 | 56    |
| 76    | 40 a 44 | 68    |
| 76    | 35 a 39 | 44    |
| 56    | 30 a 34 | 36    |
| 36    | 25 a 29 | 72    |
| 76    | 20 a 24 | 44    |
| 48    | 15 a 19 | 64    |
| 64    | 10 a 14 | 56    |
| 96    | 5 a 9   | 28    |
| 40    | 0 a 4   | 32    |

## Economia
El 2007 la població en edat de treballar era de 1.084 persones, 803 eren actives i 281 eren inactives. De les 803 persones actives 717 estaven ocupades (381 homes i 336 dones) i 86 estaven aturades (43 homes i 43 dones). De les 281 persones inactives 111 estaven jubilades, 89 estaven estudiant i 81 estaven classificades com a «altres inactius».

### Ingressos
El 2009 a Ceton hi havia 767 unitats fiscals que integraven 1.751,5 persones, la mediana anual d'ingressos fiscals per persona era de 16.531 €.

### Activitats econòmiques
Dels 75 establiments que hi havia el 2007, 1 era d'una empresa extractiva, 2 d'empreses alimentàries, 4 d'empreses de fabricació d'altres productes industrials, 17 d'empreses de construcció, 18 d'empreses de comerç i reparació d'automòbils, 2 d'empreses de transport, 5 d'empreses d'hostatgeria i restauració, 7 d'empreses financeres, 2 d'empreses immobiliàries, 7 d'empreses de serveis, 7 d'entitats de l'administració pública i 3 d'empreses classificades com a «altres activitats de serveis».
Dels 21 establiments de servei als particulars que hi havia el 2009, 1 era una oficina de correu, 2 oficines bancàries, 1 taller de reparació d'automòbils i de material agrícola, 4 paletes, 1 guixaire pintor, 3 fusteries, 1 lampisteria, 2 electricistes, 1 empresa de construcció, 2 perruqueries, 2 restaurants i 1 agència immobiliària.
Dels 7 establiments comercials que hi havia el 2009, 2 eren botiges de menys de 120 m², 2 fleques, 1 una fleca, 1 una peixateria i 1 una botiga de roba.
L'any 2000 a Ceton hi havia 82 explotacions agrícoles que ocupaven un total de 3.640 hectàrees.

## Equipaments sanitaris i escolars
El 2009 hi havia 1 farmàcia i 2 ambulàncies.
El 2009 hi havia una escola elemental.

## Poblacions més properes
El següent diagrama mostra les poblacions més properes.